# Ferda Mravenec (seriál, 1960)
Ferda Mravenec je československý loutkový televizní seriál z roku 1960. Režíroval ho František Filip. Na rozdíl od německého seriálu se drží knižní předlohy.

## Obsazení
- Vlastimil Brodský – Ferda
- Karel Höger – brouk Pytlík
- Aťka Janoušková – Beruška
- Josef Beyvl – Hlemýžď
- Stanislav Neumann – Cvrček

## Produkce
- Režie – František Filip
- Scénář – Pavel Kraus
- Hudba – Karel Sklenička
- Kamera – Jan Kraus

### Loutkáři
- Zdeněk Raifanda – Ferda
- Naděžda Munzarová – Brouk Pytlík
- Ivan Anton – Hlemýžď
- Jaroslav Vidlář – Beruška

## Seznam dílů
- 1. Jak šel Ferda do světa
- 2. Jak Ferda s Pytlíkem stavěli domek
- 3. Jak Ferda zkrotil divokého koníka
- 4. Jak Ferda stavěl lunapark
- 5. Jak Ferdu soudili, ale neodsoudili